# Карпов, Вадим Юрьевич
Вади́м Ю́рьевич Ка́рпов (род. 14 июля 2002, Котлас, Архангельская область) — российский футболист, защитник клуба «Шинник».

## Ранние годы
Родился в 2002 году в Котласе, Архангельская область. Отец — Юрий Карпов работал начальником снабжения в оконной компании, на любительском уровне играл в баскетбол. В родном Котласе Вадим полтора года занимался рукопашным боем, а также увлекался футболом, но позже семья переехала в Санкт-Петербург, чтобы сын мог заниматься футболом более серьёзно. Поначалу занимался в школе «Смена», где тренер перевёл его с позиции нападающего на вратаря. Однако отец был против этого и отдал сына в СДЮШОР «Зенит». В 15 лет Карпов проходил просмотр в московском «Локомотиве». В то же время его пригласили в молодёжную команду ЦСКА, где он в итоге и остался.

## Клубная карьера

### ЦСКА
C 2018 года Карпов выступал за ЦСКА в молодёжном первенстве.
За основной состав команды дебютировал 19 сентября 2019 года, выйдя в стартовом составе на гостевой матч группового этапа Лиги Европы против болгарского клуба «Лудогорец» (1:5). В дебютном матче провёл на поле все 90 минут и отметился предупреждением. Три дня спустя Карпов отыграл весь матч против «Краснодара» (3:2) в российской Премьер-лиге. Таким образом он стал первым игроком 2002 года рождения, а также самым молодым защитником (17 лет и 70 дней) в истории Премьер-лиги.
Главный тренер ЦСКА Виктор Гончаренко после очередной проведенной Карповым в основном составе игры (против венгерского «Ференцвароша» в Лиге Европы 8 ноября 2019) отметил среди достоинств игрока умение трезво оценивать ситуацию и хорошо вступать в отбор.
18 октября 2020 года в матче 11 тура сезона 2020/21 против московского «Динамо» (3:1) на 16-й минуте игры получил травму носа в единоборстве с Вячеславом Грулёвым, после чего покинул поле, истекая кровью. У него был диагностирован перелом носа со смещением, а также — сотрясение мозга и закрытая черепно-мозговая травма.
4 ноября 2020 года ЦСКА объявил о продлении контракта с Карповым до окончания сезона 2024/25.
8 апреля 2021 года в матче 1/4 кубка России против тульского «Арсенала» (2:1) забил свой первый гол за ЦСКА. Отличившись в этом матче, Карпов стал самым молодым защитником в истории армейского клуба, забивавшим голы в официальных матчах.
В начале сезона 2022/23 был переведён в молодёжный состав ЦСКА, где провёл полный сезон. 22 июля 2022 года в матче М-Лиги против «Урала-2» отметился забитым мячом. 17 января 2023 года Карпов отправился на просмотр в «СКА-Хабаровск», но после первого сбора, не подойдя хабаровскому клубу, вернулся в расположение ЦСКА. 7 апреля 2023 года в матче против «Динамо-2» забил второй гол в сезоне.

### «Текстильщик» (Иваново)
8 сентября 2021 года в заключительный день летней трансферной кампании Карпов вместе с другими «армейцами» Тиграном Аванесяном и Лассаной Н’Диайе отправился в команду ФНЛ «Текстильщик» (Иваново). Однако в отличие от партнеров, документы на защитника пришли в клуб ночью после закрытия окна. 14 сентября на заседании Комитета РФС по статусу игроков «Текстильщику» разрешили внести игрока в заявку на сезон вне трансферного периода.
15 сентября 2021 года в матче ФНЛ против «СКА-Хабаровска» дебютировал за «Текстильщик». 31 октября 2021 года в матче против «КАМАЗА» отметился голевой передачей. 30 июня 2022 года по окончании аренды вернулся в расположение ЦСКА.

### «Уфа»
14 сентября 2023 года на правах арендного соглашения перешёл в «Уфу» до конца первой части сезона 2023/24. 26 сентября 2023 года в кубковом матче против «Торпедо» (1:1 в основное время, 8:7 в серии пенальти) дебютировал за «Уфу», выйдя в стартовом составе. 1 октября 2023 года сыграл первый матч за «Уфу» в рамках Второй Лиги, выйдя на замену в концовке матча.
31 декабря 2023 года по окончании аренды вернулся в расположение ЦСКА. 29 января 2024 года повторно отправился в аренду в «Уфу», но теперь до конца сезона 2023/24.
4 июня 2024 года вместе с «Уфой» выиграл Вторую лигу.
24 июня появилась информация о том, что «Уфа» продлит аренду Карпова. 25 июня генеральный директор «Уфы» Сергей Фельдман подтвердил информацию о продлении аренды футболиста, но 13 июля пресс-служба ЦСКА сообщила о том, что клуб из Башкортостана договорился о трансфере защитника.
16 июня 2025 года Карпов по обоюдному согласию сторон расторг контракт с «Уфой».

### «Шинник»
18 июня 2025 года Вадим Карпов перешёл в ярославский «Шинник», подписав двухлетний контракт. 19 июля 2025 года в матче Первой лиги против «Урала» (0:1) он дебютировал за новый клуб, выйдя в стартовом составе.

## Карьера в сборной
Участник отборочного турнира чемпионата Европы 2019 года для юношей до 17 лет, который Россия успешно прошла, однако в заявку на основной турнир включён не был.
9 ноября 2020 года из-за травм многих футболистов был вызван в молодёжную сборную России, однако на поле не появлялся. 11 мая 2021 года был включён в состав молодёжной сборной России для подготовки к новому отборочному циклу чемпионата Европы 2023 года.
3 июня 2021 года в товарищеском матче против Сборной Болгарии (до 21) (0:1) дебютировал за Сборную России (до 21), выйдя на замену. 6 июня принял участие в товарищеском матче против Сборной Сербии (до 21) (0:0), выйдя на замену.

## Статистика
| Выступление             | Выступление      | Выступление      | Лига | Лига | Кубки | Кубки | Еврокубки | Еврокубки | Итого | Итого |
| Клуб                    | Лига             | Сезон            | Игры | Голы | Игры  | Голы  | Игры      | Голы      | Игры  | Голы  |
| ----------------------- | ---------------- | ---------------- | ---- | ---- | ----- | ----- | --------- | --------- | ----- | ----- |
| ЦСКА (Москва)           | Премьер-лига     | 2019/20          | 13   | 0    | 1     | 0     | 5         | 0         | 19    | 0     |
| ЦСКА (Москва)           | Премьер-лига     | 2020/21          | 12   | 0    | 1     | 1     | 1         | 0         | 14    | 1     |
| ЦСКА (Москва)           | Премьер-лига     | 2022/23          | —    | —    | —     | —     | —         | —         | 0     | 0     |
| ЦСКА (Москва)           | Итого            | Итого            | 25   | 0    | 2     | 1     | 6         | 0         | 33    | 1     |
| → Текстильщик (Иваново) | ФНЛ              | 2021/22          | 17   | 0    | 0     | 0     | —         | —         | 17    | 0     |
| → Текстильщик (Иваново) | Итого            | Итого            | 17   | 0    | 0     | 0     | —         | —         | 17    | 0     |
| Уфа                     | Вторая лига      | → 2023/24        | 23   | 0    | 2     | 0     | —         | —         | 25    | 0     |
| Уфа                     | Первая лига      | 2024/25          | 29   | 0    | 2     | 0     | —         | —         | 31    | 0     |
| Уфа                     | Итого            | Итого            | 52   | 0    | 4     | 0     | —         | —         | 56    | 0     |
| Шинник                  | Первая лига      | 2025/26          | 1    | 0    | 0     | 0     | —         | —         | 1     | 0     |
| Шинник                  | Итого            | Итого            | 1    | 0    | 0     | 0     | —         | —         | 1     | 0     |
| Всего за карьеру        | Всего за карьеру | Всего за карьеру | 95   | 0    | 6     | 1     | 6         | 0         | 107   | 1     |

1. ↑  Лига Европы УЕФА.

## Достижения
«Уфа»
- Победитель Второй лиги: 2023/24